# Pedro Joaquín Chamorro Barrios
Pedro Joaquín Chamorro Barrios (Managua, 24 de septiembre de 1951) es un periodista y político nicaragüense. Comenzó su carrera periodística trabajando en La Prensa, tras el asesinato en 1978 de su director, Pedro Joaquín Chamorro Cardenal, su padre. Trabajó del lado de la Contra en el exilio en la década de 1980, regresó al país en 1989 cuando su madre, Violeta Barrios de Chamorro, se postuló a la presidencia y, tras su elección, se desempeñó como embajador de Nicaragua. Posteriormente se convirtió en ministro de Defensa. En el siglo XXI, Chamorro fue concejal de la ciudad de Managua y diputado de la Asamblea Nacional de Nicaragua, también por Managua. El 25 de junio de 2021, formó parte de una ola de detenciones de figuras de la oposición y la sociedad civil en Nicaragua.

## Primeros años y educación
Pedro Joaquín Chamorro Barrios nació en Managua el 24 de septiembre de 1951. Sus padres fueron Pedro Joaquín Chamorro Cardenal, el editor antisomocista de La Prensa, el periódico más antiguo de Nicaragua, y su esposa Violeta Barrios de Chamorro. Es el mayor de sus cuatro hijos; sus hermanos son Carlos Fernando, Claudia y Cristiana Chamorro Barrios, entre otros parientes destacados.
Pedro Joaquín Chamorro Barrios obtuvo una licenciatura con honores en ciencias políticas y sociología de la Universidad McGill en Montreal, Canadá, en 1974, y luego un MBA de la Escuela de Negocios Instituto Centroamericano de Administración de Empresas (INCAE) en 1976.

## Revolución y guerra civil
El padre de Chamorro fue asesinado en 1978, lo que galvanizó el apoyo a los sandinistas que derrocaron la dictadura de Somoza en julio de 1979. Su madre se convirtió en miembro de la primera Junta de Gobierno de Reconstrucción Nacional post-Somoza mientras Chamorro trabajaba como escritor y fotógrafo en La Prensa, al que su madre también regresó pronto después de desencantarse con el gobierno sandinista. El periódico, con un legado de oposición de la era de Somoza, asumió nuevamente ese papel durante el gobierno del FSLN. Chamorro también se unió a la oposición política y fue elegido secretario político del Partido Social Demócrata en 1983.
Después de que su tío Xavier Chamorro Cardenal abandonara La Prensa, un periódico anti-FSLN, para fundar El Nuevo Diario, un periódico afín al FSLN, Chamorro Barrios se convirtió en coeditor, junto con Pablo Antonio Cuadra, de La Prensa desde 1981 y continuó hasta poco después de las elecciones de 1984, cuando abandonó Nicaragua tras el acoso y la censura reiterados del periódico. Viviendo en Costa Rica, Chamorro editó el periódico anti-FSLN Nicaragua Hoy y sirvió como portavoz de los Contras, respaldada por Estados Unidos para derrocar al FSLN. Se convirtió en miembro de la Dirección de Resistencia Nicaragüense de la Contra en mayo de 1987.
Mientras Chamorro estaba en Costa Rica, su hermana Claudia también estaba allí sirviendo como embajadora de Nicaragua, en nombre del gobierno del FSLN. A pesar de la oposición política, los hermanos se mantuvieron en buenos términos, sus hijos jugaban juntos.

## Presidencia de Violeta Barrios de Chamorro
En 1989, Chamorro regresó a Nicaragua y se unió a la campaña de su madre Violeta Barrios de Chamorro, quien se postuló a la presidencia en las elecciones generales de 1990 como candidata de la coalición Unión Nacional Opositora. Ella derrotó al presidente sandinista Daniel Ortega y fue presidenta de Nicaragua hasta 1997.
De 1991 a 1992, Chamorro fue embajador en Taiwán, restableciendo relaciones diplomáticas con el país y promoviendo inversiones en Nicaragua. Posteriormente, regresó para ejercer nuevamente como codirector y editor de La Prensa.

## Vida posterior
En 1997, Chamorro fue nombrado director del Instituto de Turismo (INTUR), y se desempeñó como tal hasta el 1 de septiembre de 1998, cuando se convirtió en ministro de Defensa. De 1999 a 2002 fue director ejecutivo del Instituto Nicaragüense de Fomento Municipal (INIFOM).
En 2004, Chamorro se postuló sin éxito para la alcaldía de Managua. Como miembro del Partido Liberal Constitucionalista (PLC), que en ese momento se vio afectado por la investigación por corrupción de su expresidente Arnoldo Alemán, Chamorro obtuvo el 36% de los votos en comparación con el 45% del candidato del FSLN Dionisio Marenco. Chamorro se convirtió en concejal de la ciudad.
En las elecciones de 2006, Chamorro se unió al Partido Liberal Independiente (PLI) y fue elegido diputado a la Asamblea Nacional por el departamento de Managua. En las elecciones de 2011, Chamorro fue reelegido para el período de 2012 a 2016.
Más recientemente, Chamorro escribe una columna semanal en La Prensa.
El 25 de junio de 2021, Chamorro formó parte de una ola de arrestos de figuras de la oposición que incluía a siete precandidatos a la presidencia en las elecciones de 2021(entre ellos su hermana Cristiana Chamorro Barrios y su primo Juan Sebastián Chamorro) y aproximadamente más de 24 líderes cívicos y de la oposición. Chamorro, miembro del partido opositor Ciudadanos por la Libertad (CxL), está acusado de "actos que menoscaban la independencia, la soberanía y la autodeterminación", lo que viola la Ley N° 1055, una controvertida ley aprobada en diciembre de 2020 por la legislatura controlada por el FSLN que permite al gobierno detener a cualquier persona que designe como "traidor a la patria". La mayoría de los arrestados enfrentan los mismos cargos y todos han sido condenados a 90 días de prisión preventiva. Los candidatos bajo investigación tienen prohibido postularse a cargos públicos en Nicaragua. Dos días antes de su arresto, Chamorro dio entrevistas a Univisión y CNN en las que le preguntaron si, con los principales precandidatos presidenciales detenidos, consideraría postularse; respondió: "En política uno nunca debe decir que no... yo estaría dispuesto a servir a mi país, como siempre lo he estado".

## Vida personal
Chamorro está casado con Marta Lucía Urcuyo y tiene cuatro hijos.